# روجر المراوغ (فلم)
روجر المراوغ (بالإنجليزية: Roger Dodger) فيلم كوميدي-درامي، أُنتج في الولايات المتحدة الأمريكية سنة 2002، يستعرض الفيلم العلاقة بين الرجال، النساء والجنس. الفيلم من إخراج ديلان كيد وبطولة جيسي آيزينبيرغ وكامبل سكوت. يتعقب الفيلم روجر سوانسون (سكوت) و ابن أخيه (آيزنبيرغ) خلال إحدى الليالي في القرية بحثا عن الجنس.

## طاقم الممثلين
| الممثل/الممثلة    | الدور        | تعليق |
| ----------------- | ------------ | ----- |
| كامبل سكوت        | روجر سوانسون |       |
| جيسي آيزينبيرغ    | نيك          |       |
| إيسابيلا روسوليني | جويس         |       |
| إليزابيث بيركلي   | آندريا       |       |
| جنيفر بيلز        | صوفي         |       |
| بن شينكمان        | دونوفان      |       |
| مينا بادي         | دونا         |       |
| كريس ستاك         | كريس         |       |

## روابط خارجية
- مقالات تستعمل روابط فنية بلا صلة مع ويكي بيانات